# Ingegerd Gothe
Ingegerd Lydia Ann-Louise Gothe, född 27 mars 1912 i Sundsvall, död 8 juli 1988 i Stockholm, var en svensk konstnär.

## Biografi
Ingegerd Gothe var dotter till författaren Richard Gothe och Lydia Sandell. Hon genomgick Tekniska skolans teckningslärarutbildning 1930–1935 och företog därefter en studieresa till Italien och Frankrike. Separat ställde hon bland annat ut i Östersund, Bollnäs och på De ungas salong i Stockholm, och hon medverkade i ett stort antal samlingsutställningar som Liljevalchs höstsalong, Nationalmuseums Unga tecknare och med Sällskapet för jämtländsk konstkultur i Östersund. Hon bodde halva året på Södermalm i Stockholm och halva året i Frostviken i norra Jämtland, bland annat i Jorm och Stora Blåsjön.
Gothe är representerad vid bland annat Nationalmuseum i Stockholm.